# Jos Huysmans
Jozef Jos Huysmans (Beerzel, 18 dicembre 1941 – Beerzel, 10 ottobre 2012) è stato un ciclista su strada, pistard e dirigente sportivo belga, professionista dal 1963 al 1977.
Vinse una edizione della Freccia Vallone e due tappe al Tour de France, rispettivamente nell'edizione del 1968 e del 1972.

## Carriera
Corridore completo capace di farsi valere sia nelle corse a tappe che nelle corse in linea, svolse la carriera soprattutto in appoggio di due grandi capitani: Eddy Merckx e Herman Van Springel.
Nonostante il suo lavoro di gregariato seppe cogliere vittorie e piazzamenti di primo rilievo in molte importanti corse della sua epoca, con particolare predisposizione per le Classiche del pavé e per le Classiche delle Ardenne.
Nelle corse in linea vanno ricordati piazzamenti quali: il quarto posto nel Grand Prix de Fourmies nel 1964, il secondo al Grand Prix de l'Escaut dello stesso anno ed il terzo nel 1965, i quarti posti nella Omloop Het Volk 1965, nella Gand-Wevelgem 1967, nella Freccia del Brabante 1969, ed i secondi posti nella Amstel Gold Race 1969 e nella Parigi-Tours 1972.
Per quanto concerne le corse a tappe fu terzo nella Quatre Jours de Dunkerque nel 1964, il secondo nel Tour de Suisse ed il terzo nel Giro dei Paesi Bassi nel 1965, il terzo posto nel Giro del Belgio 1966, il quarto posto nella Escalada a Montjuich 1974.
Il suo miglior risultato in una grande corsa a tappe fu l'ottavo posto al Tour de France 1967.

## Palmarès
- 1964

4ª tappa Tour du Nord
Classifica generale Tour du Nord
Bruxelles-Liège
Kortrijk-Galmaarden
5ª tappa 1ª semitappa Quatre Jours de Dunkerque
4ª tappa Giro del Belgio Indipendenti
- 1965

1ª tappa Tour de Suisse
- 1966

Kassiel-Lier
1ª tappa Quatre Jours de Dunkerque
- 1968

20ª tappa Tour de France
Kampioenschap van Vlaanderen - Koolskamp
Tour du Condroz
Grand Prix Desselgem - Prix Alberic Schotte
Omloop Mandel-Leie-Schelde (Derny)
- 1969

Freccia Vallone
Schaal Sels
6ª tappa Circuit des Six Provinces
- 1972

9ª tappa Tour de France
- 1974

Kessel-Lier
- 1975

Kampioenschap van Vlaanderen

### Altri successi
- 1962 (dilettanti)

Criterium di Hoboken
Criterium di Sint-Truiden
Criterium di Boisschot (il 7 agosto)
Criterium di Boisschot (il 15 agosto)
Criterium di Wilrijk
Criterium di Kalfort-Puurs
Criterium di Hingene
Criterium di Saint Gillis-Waas
Criterium di Gelrode
Criterium di Moerbeke-Waas
- 1963 (dilettanti)

Trophée Renault R8 pour Anvers
Challenge Schoeters à Emines
Kermesse di Rummel
Criterium di Borgerhout
Criterium di Vorselaar
Criterium di Schilde
Criterium di Edingen
Criterium di Olsene
Criterium di Dinant
Criterium di Heist op den Berg
Criterium di Rotselaar
Criterium di Koningshooikt
Criterium di Kontich
Criterium di Berlaar-Heikant
Criterium di Kortrijk
Criterium di Malines
- 1964

Campionati belgi interclub misti
Criterium di Machelen
Criterium di Vorst
- 1965

Campionati provinciali interclub di Anversa
Criterium di Tirlemont
Criterium di Wetteren
Criterium di Bulle
Criterium di Brugg
- 1966

Campionati provinciali interclub di Anversa
Criterium di Vrost
Criterium di De Panne
Kermesse di Berlare
Kermesse di Itegem
Kermesse di Heusden-Destelbergen
- 1967

Campionati belgi interclub misti
Criterium di Ronse
Criterium di Ath
Criterium di Rijmenam
Criterium di Heusden-Gent
Kermesse di Koksijde
Kermesse di Heusden-Destelbergen
- 1968

Campionati belgi interclub misti
- 1969

Campionati belgi interclub provinciali
Criterium di Reims-Ivoz-Ramet
Criterium di Erembodegem
Criterium di Berlare
- 1970

3ª tappa Tour de France (Cronosquadre)
Criterium di Rijmenam
Kermesse di Houtem-Vilvoorde
- 1971

Campionati belgi interclub provinciali
Prologo Tour de France (Cronosquadre)
Criterium di Berlaar
- 1972

Campionati belgi interclub misti
Campionati belgi interclub provinciali
Kermesse di Onze-Lieve-Vrouw Waver
- 1973

Criterium di Ronse
Criterium di Ulvenhout
Criterium di Geraardsbergen
- 1974

1ª prova Escalada a Montjuich (Cronosquadre)
- 1976

Kermesse di Humbeek

## Piazzamenti

### Grandi Giri
- Tour de France

1966: 16º
1967: 8º
1968: 32º
1969: ritirato
1970: 30º
1971: 27º
1972: 28º
1974: 66º
1975: 59º
1977: 48º
- Giro d'Italia

1966: 17º
1970: 36º
1972: 35º
1973: 35º
1974: 45º
- Vuelta a España

1973: 37º

### Classiche monumento
- Milano-Sanremo

1966: 20º
1967: 31º
1970: 42º
1971: 40º
1973: 63º
1974: 17º
- Giro delle Fiandre

1965: 18º
1966: 26º
1968: 33º
1970: 23º
1971: 57º
1972: 47º
1974: 21º
- Parigi-Roubaix

1965: 5º
1966: 5º
1968: 13º
1969: 16º
1971: 31º
- Liegi-Bastogne-Liegi

1965: 9º
1966: 9º
1967: 12º
1968: 16º
1969: 15º
1971: 18º
1973: 39º
1974: 27º

### Competizioni mondiali
- Campionati del mondo su strada

Ronse 1963 - In linea dilettanti: 4º
San Sebastián 1965 - In linea: 25º
Nürburgring 1966 - In linea: 16º
Heerlen 1967 - In linea: ?
Imola 1968 - In linea: ?
Leicester 1970 - In linea: 65º
Gap 1972 - In linea: ritirato
Barcellona 1973 - In linea: ritirato